# Лижні перегони на зимових Олімпійських іграх 2018 — естафета 4×5 км (жінки)
Змагання з лижних перегонів в естафеті 4×5 км серед жінок на зимових Олімпійських іграх 2018 пройшли 17 лютого в Центрі лижних перегонів і біатлону «Альпензія».

## Розклад
Час UTC+9
| Дата      | Час   | Подія |
| --------- | ----- | ----- |
| 17 лютого | 18:30 | Фінал |

## Результати
Перегони розпочались о 18:30 за місцевим часом (UTC+9).
| Місце | Номер | Країна | Час | Відставання |
| ----- | ----- | --- | --- | ----------- |
| 1     | 1     | Норвегія · Інгвілл Флугстад Естберг (13:28.9) · Астрід Уренгольдт Якобсен (14:15.9) · Рагнільд Гага (11:46.7) · Маріт Бйорген (11:52.8) |     | —           |
| 2     | 2     | Швеція · Анна Гог (13:50.3) · Шарлотта Калла (13:26.4) · Ебба Андерссон (12:11.4) · Стіна Нільссон (11:58.2)                            |     | +2.0        |
| 3     | 5     | Спортсмени-олімпійці з Росії · Наталія Непряєва · Юлія Бєлорукова · Анастасія Сєдова · Анна Нечаєвська                                  |     | +43.3       |
| 4     | 3     | Фінляндія · Айно-Кайса Саарінен · Кертту Нісканен · Рійтта-Лійса Ропонен · Кріста Пярмякоскі                                            |     | +1:02.6     |
| 5     | 4     | США · Софі Колдвелл · Сейді Бйорнсен · Кіккан Рендолл · Джессіка Діггінс                                                                |     |             |
| 6     | 6     | Німеччина · Штефані Белер · Катаріна Генніг · Вікторія Карл · Зандра Рінгвальд                                                          |     |             |
| 7     | 7     | Швейцарія · Лаурін ван дер Граафф · Надіне Фендріх · Наталі фон Зібенталь · Лідія Гірнікель                                             |     |             |
| 8     | 12    | Словенія · Анамарія Лампич · Катя Вішнар · Аленка Чебашек · Весна Фаб'ян                                                                |     |             |
| 9     | 9     | Італія · Анна Комарелла · Луча Скардоні · Еліза Брокар · Іларія Дебертоліс                                                              |     |             |
|       | 8     | Польща · Евеліна Марциш · Юстина Ковальчик · Мартина Галевич · Сільвія Яськовець                                                        |     |             |
|       | 10    | Канада · Дарія Бітті · Емілі Нісікава · Сандрін Браун · Анн-Марі Комо                                                                   |     |             |
|       | 11    | Чехія · Катержина Бероушкова · Кароліна Грогова · Петра Новакова · Барбора Гавлічкова                                                   |     |             |
|       | 13    | Франція · Орор Жан · Анук Февр-Пікон · Коралін Томас-Юг · Дельфін Клодель                                                               |     |             |
|       | 14    | Білорусь · Анастасія Кириллова · Юлія Тихонова · Поліна Сероносова · Валентина Камінська                                                |     |             |